# Murunducaris
Murunducaris là một chi động vật giáp xác thuộc họ Parastenocarididae. Chi này có các loài sau :
- Murunducaris dactyloides (Kiefer, 1967)
- Murunducaris juneae Reid, 1994
- Murunducaris loyolai Corgosinho, Martinez Arbizu & Reid, 2008
- Murunducaris noodti Corgosinho, Martinez Arbizu & Reid, 2008